# إسحاق أوكورو
إسحاق أوكورو (بالإنجليزية: Isaac Okoro)‏ هو لاعب كرة سلة أمريكي يلعب في مركز لاعب هجوم صغير الجسم في نادي كليفلاند كافالييرز.

## روابط خارجية
- إسحاق أوكورو على موقع إن بي أي (الإنجليزية)
- إسحاق أوكورو على موقع سبورتس رفرنس (الإنجليزية)
- إسحاق أوكورو على موقع كرة السلة الأوروبية.كوم (الإنجليزية)
- إسحاق أوكورو على موقع إي إس بي إن.كوم (الإنجليزية)
- إسحاق أوكورو على موقع كلية كرة السلة في سبورتس رفرنس.كوم (الإنجليزية)
- إسحاق أوكورو على موقع ريلجم (الإنجليزية)
- إسحاق أوكورو على موقع بروبوليرز (الإنجليزية)